# Michael Griener

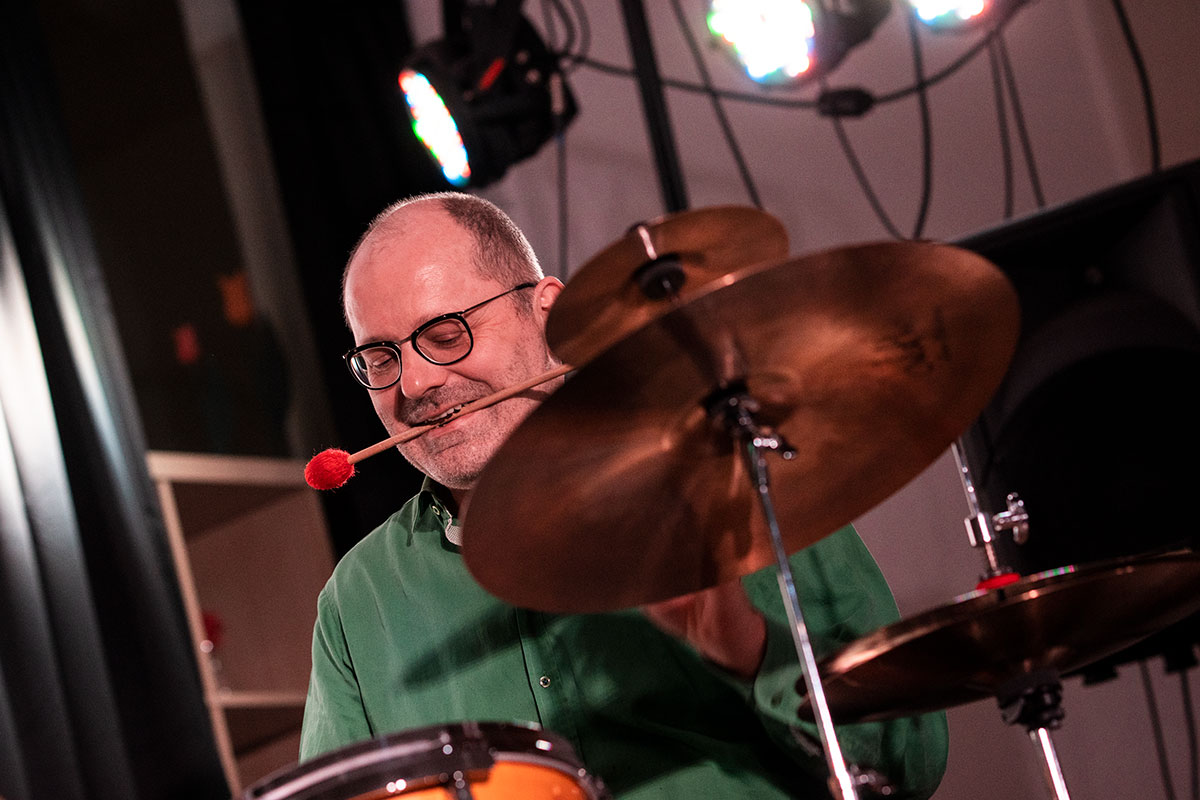
Michael Griener (2022)

Michael Griener (* 6. Februar 1968 in Nürnberg) ist ein deutscher Jazz-Schlagzeuger.

## Leben und Wirken
Griener, der auch als freier Improvisator und Interpret zeitgenössischer Musik bekannt wurde, kam 1994 nach Berlin, wo er mit Musikern wie Tal Farlow, Herb Ellis, Barry Guy, Axel Dörner, Mal Waldron, Paul Lovens, Zeena Parkins, Keith Tippett, Butch Morris, Ulrich Gumpert, Evan Parker, Aki Takase, Mats Gustafsson, Alexander von Schlippenbach, Joëlle Léandre, David Liebman, Conny Bauer, Johannes Bauer, Andrea Neumann, Chris Dahlgren, Frank Gratkowski, Phil Minton, Maria Răducanu und Tony Buck auftrat.
Über längere Zeit wirkte er an den Vario-Projekten von Günter Christmann mit (u. a. beim C.I.M.-Festival Den Haag 1990, dem Moers Festival 1992, den Wittener Tagen für Neue Kammermusik 1993, Interplay 2006). Mit dem Duo Kimmo Elomaa mit dem Live-Elektroniker jayrope erhielt er 2001 den Förderpreis des Berliner Senats. Daneben arbeitete er mit Tänzern wie Anzu Furukawa und David Zambrano und mit Schauspielern und Schriftstellern zusammen. So wirkte er an einem Paul-Celan-Projekt von Oskar Ansull mit.
Ab den 2010er-Jahren spielte er weiterhin mit dem Ulrich Gumpert Quartett, „Baby Bonk“, seinem Trio „Themroc 3, TGW“ (mit Christian Weber und Michael Thieke), „Lacy Pool“, mit Ellery Eskelin (The Pearls, 2019), im Quartett von Maria Răducanu und im Duo mit Ernst-Ludwig Petrowsky. Zu hören ist er auch auf Simon Rummels Album Singinging (2023) und Lina Allemano’s Ohrenschmaus (Flip Side, 2024).
Griener unternahm Tourneen durch verschiedene europäische Staaten, die Türkei, Israel, Marokko und die USA. Er unterrichtet Jazz und Rhythmik an der Musikhochschule Dresden und der Jazzschule Berlin.
Seit 2025 ist Michael Griener Vorsitzender der Deutschen Jazzunion.

## Preise und Auszeichnungen
Im März 2006 erhielt er beim Neuen Deutschen Jazzpreis in Mannheim die Auszeichnung als „kreativster Solist“.
Im November 2008 wurde er von der Hochschule für Musik „Carl Maria von Weber“ Dresden zum Honorarprofessor bestellt.

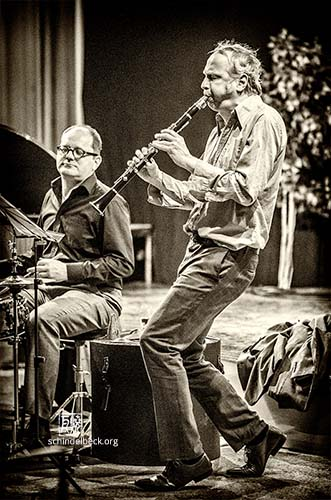
Michael Griener mit Rudi Mahall (2016)

## Diskografie (Auswahl)
1993
- Günter Christmann Sometimes crosswise Moers Music 02094
- Proust Vol. 2 Hybrid HMP CD 5

1994
- Griener Schweitzer Sudmann Laarmann Jazz-Festival Münster

1997
- Andreas Willers Trio Blue Collar JazzHausMusik JHM 89

1998
- Butch Morris Conducts Berlin Skyscraper '95 mit Bernhard Arndt, Elisabeth Böhm-Christl, Johanne Braun, Nicholas Bussmann, David de Bernardi, Axel Dörner, Wolfgang Fuchs, Gregor Hotz, Aleks Kolkowski, Stephan Mathieu, Dietrich Petzold, Kirsten Reese, Albrecht Riermeier, Olaf Rupp, Tatjana Schütz, Marc Stutz-Boukouya FMP CD 92/93

1999
- Andreas Willers Trio Tin Drum Stories between the lines 009

2003
- Paul Brody's Tango Toy South Klezmer Suite Laika Records 3510170. 2

2004
- Schwimmer 7x4x7 creative sources cs 013
- Various No Idea Festival spring garden music 011

2005
- Denzler/Dörner/Müller/Erdmann/Griener Stralau creative sources cs 032
- Willers/Dominique Pifarély/Grange/Griener Montauk between the lines BTLCHR 71208
- Zoran Terzic Trio : I Konnex Records KCD 5139
- Babybonk sagt die Wahrheit (mit Kalle Kalima, Martin Klingeberg, Jan Roder) Konnex KCD 5147
- Baltschun/Butcher/Christmann/Griener Vario 41 edition explico 14

2007
- Thieke/Griener/Weber The Amazing Dr. Clitterhouse Ayler Records aylDL-058
- Carl Ludwig Hübsch's Primordial Soup (mit Axel Dörner, Frank Gratkowski, Carl Ludwig Hübsch) Red Toucan RT9331
- Dietrich Eichmann ensemble the hot days (mit Chris Heenan, Christian Weber, Alexander Frangenheim, Gunnar Brandt-Sigurdsson, Dietrich Eichmann) Leo Records LR 486
- Ulrich Gumpert Quartette (mit Ulrich Gumpert, Ben Abarbanel-Wolff, Jan Roder) Intakt Records Intakt CD 127
- „Ich hebe meine Augen in die Welt“ – Groteske Gedichte und ein Prosatext von Alfred Lichtenstein, Hörbuch mit Barbara Wittmann und Detlef Bierstedt mit Musik von und mit Aki Takase und Michael Griener, hoerbuchedition words & music, 2007, ISBN 978-3-9811778-2-4
- Michael Thieke, Michael Griener und Christian Weber: The Amazing Dr. Clitterhouse, 2007

2008
- SQUAKK mit Jan Roder (Bass), Christof Thewes (Posaune) JW 046 aufgenommen 7. August 2008 in NUPHOBIA Studios, Berlin

2009
- Lacy Pool, mit Uwe Oberg, Christof Thewes

2020
- Lina Allemano’s Ohrenschmaus: Rats and Mice (Lumo)

2023
- Rudi Mahall / Michael Griener: Jazzpreis (Astral Spirits)
- Die Enttäuschung: Music Minus One (Two Nineteen)